# Ryan Idol
Ryan Idol (Worcester, Massachusetts, 10 augustus 1966) is een Amerikaans pornoacteur die in de jaren negentig van de vorige eeuw optrad in pornofilms en theaters. Hij heeft Franse, Ierse en Amerikaanse voorouders.

## Biografie
Idol werd op 10 augustus 1966 geboren als Marc Anthony Donais.
In februari 1989 verscheen hij als "Man van de Maand"-centerfold in Playgirl onder zijn eigen naam. Hierdoor kwam zijn carrière als model van de grond. Ook introduceerde dit hem in de porno-industrie, waar hij bekend werd onder de naam Ryan Idol. In 1996 stopte hij met porno.
Op 20 maart 1998 raakte hij zwaargewond nadat hij uit het raam van zijn appartement in New York viel. Hij beschouwde de val als een bijna-dood-ervaring. Hij verklaarde dat hij zich niet kan herinneren dat hij gesprongen is, maar dat drugs en alcohol de zaak over hadden genomen.
In 1999 ging hij in het theater werken, waar hij een rol had in het toneelstuk Making Porn. Vervolgens speelde hij "Bill Tom" in het stuk Scent of Rain, een toneelstuk geschreven door Mark Dunn, waardoor hij als capabele acteur bestempeld werd. Idol maakte zijn Broadway-debuut toen hij de "Crisco Patron" speelde in Terrence McNally's The Ritz.
Op 20 september 2011 werd Idol door een jury schuldig bevonden aan poging tot moord, mishandeling, het plegen van geweld met een dodelijk wapen en het toebrengen van lichamelijk letsel aan een echtgenoot of medebewoner, vanwege het feit dat hij zijn vriendin met een toiletdeksel op het hoofd geslagen had. Op 27 september 2012 werd hij veroordeeld tot een gevangenisstraf van 12 jaar.

## Videografie
- Idol In The Sky (1996)
- The Road Home (1996)
- Idol Country (1994) GayVN Award-winnaar voor Beste Acteur
- Idol Thoughts (1993)
- Trade Off (1992)
- Score 10 (1991)
- Idol Worship (1991)
- Idol Eyes (1990)

## Theater
- Making Porn (1996–2001)
- Scent of Rain als Bill Tom (2001-2003)
- The Ritz als Crisco Patron